# Ключи (Камешкирский район)
Ключи — село в России, входит в Большеумысский сельсовет Камешкирского района Пензенской области.

## География
Находится в 9 км к северо-западу от районного центра Русский Камешкир, в 33 км от железнодорожной станции Чаадаевка.

## История
Поселена на ручье Ключ как д. Ключищи около 1700 помещиком Дмитрием Болтиным. После его смерти деревню наследовал его племянник Василий Болтин, за которым в 1719 здесь показано 4 двора. С 1780 года в составе Кузнецкого уезда Саратовской губернии. В период отмены крепостного права крестьяне помещиков Толбузина и Палладиевой выкупили землю в собственность. В 1911 — в Камешкирской волости, 265 дворов, церковноприходская школа.

## Население
| 1748  | 1795 | 1859  | 1897  | 1911  | 1926  | 1930  |
| ----- | ---- | ----- | ----- | ----- | ----- | ----- |
| 142   | ↗444 | ↗1030 | ↗1095 | ↗1470 | ↗1504 | ↗1634 |
| 1939  | 1959 | 1979  | 1989  | 1996  | 2002  | 2010  |
| ↘1019 | ↘681 | ↘414  | ↘297  | ↘272  | ↘219  | ↘120  |